# Związek gmin Ilshofen-Vellberg
Związek gmin Ilshofen-Vellberg – związek gmin (niem. Gemeindeverwaltungsverband) w Niemczech, w kraju związkowym Badenia-Wirtembergia, w rejencji Stuttgart, w regionie Heilbronn-Franken, w powiecie Schwäbisch Hall. Siedziba związku znajduje się w mieście Ilshofen, przewodniczącym jego jest Roland Wurmthaler.
Związek zrzesza dwa miasta i jedną gminę wiejską:
- Ilshofen, miasto, 6 220 mieszkańców, 54,90 km²
- Vellberg, miasto, 4 224 mieszkańców, 31,89 km²
- Wolpertshausen, 2 033 mieszkańców, 27,42 km²